# Bombardier Twindexx
Bombardier Twindexx – seria pasażerskich wagonów piętrowych typu push-pull produkowanych przez firmę Bombardier od 2009 roku dla Niemiec, Szwajcarii, Luksemburga. Wagony Twindexx Vario zostały zaprojektowane dla ruchu regionalnego z prędkością 160 km/h. Firma Bombardier posiada w swojej ofercie także wagony Twindexx Express przystosowane do prędkości 230 km/h.

## W Niemczech

### Deutsche Bahn
W 2009 roku Deutsche Bahn podpisał umowę  na dostawę 800 wagonów piętrowych Twindexx Vario. Wartość kontraktu wyniosła 1,5 miliarda Euro.

## W Polsce

### Koleje Mazowieckie
Koleje Mazowieckie w 2007 roku podpisały umowę na dostawę 37 wagonów Twindexx Vario (11 wagonów sterowniczych i 26 doczepnych). Wagony środkowe zostały dostarczone w sierpniu a sterownicze w grudniu 2008 roku. Na początku wagony były ciągnięte przez lokomotywy EU07. Wagony są obecnie eksploatowane przez Koleje Mazowieckie wraz z lokomotywami TRAXX P160DC.

## W Szwajcarii

### Schweizerische Bundesbahnen SBB
SBB w czerwcu 2010 roku zamówiło składy złożone z wagonów Bombardier Twindexx. Wartość kontraktu wyniosła 1,9 miliarda franków szwajcarskich. Dostawa została pierwotnie zaplanowana na lata 2013 - 2019. W 2011 roku po zbudowaniu modelu w skali 1:1 i ocenie ekspertów i zainteresowanych stron zdecydowano się na wprowadzenie zmian co doprowadziło do opóźnień w dostawach. Ostatecznie początek dostaw został zaplanowany na rok 2016.